# Парентеральне введення
Парентеральне введення (грец. para — поза, грец. enteron — кишечник) — спосіб введення лікарських засобів, вакцин та інших імунобіологічних препаратів, при якому лікарський препарат потрапляє в організм людини, оминаючи шлунково-кишковий тракт.
Термін «Парентеральне введення» також використовують для означення дій при проведенні біологічного методу медичної діагностики — коли лабораторним тваринам (морські свинки, лабораторні миші, пацюки, мавпи тощо) впорскують фільтрат сироватки крові, інших  секретів захворілої людини, в якої підозрюють наявність деяких хвороб (ботулізм, сказ, лептоспіроз, сибірка тощо), при яких інші методи діагностики часто не спрацьовують або є трудомісткими. Цей метод ґрунтується на можливості отримати після такого введення в піддослідних тварин аналогічного захворювання, поява якого підтверджує наявність саме такої хвороби у людини, яку обстежують. При цьому у лабораторних тварин легше буде виявити безпосередньо збудника.

## Застосування
Парентеральні шляхи введення ЛЗ:
- Нашкірні
- Ін'єкційні
- Інсталяційні
- Інгаляційні
- Електрофоретичні[3], УЗ

До парентеральних шляхів введення відносяться:
- Введення в тканини:
  - Нашкірне введення (трансдермальне)
  - Внутрішньошкірне введення
  - Підшкірне введення
  - Внутрішньом'язове введення
  - Внутрішньокісткове введення (внутрішньогрудинне, в головку плечової кістки, кістки таза)[4]
- Введення в судинний просвіт:
  - Внутрішньовенне введення
  - Внутрішньоартеріальне введення
  - Ендолімфатичне введення
- Внутрішньопорожнинне введення:
  - Внутрішньосерцеве введення
  - Внутрішньоплевральне введення
  - Внутрішньоперитонеальне введення (перитонеальний діаліз)
  - Введення препаратів в ЦНС (інтратекальне введення, наприклад люмбальна пункція…)
  - Внутрішньосуглобове введення

Парентеральний шлях введення лікарських засобів застосовують рідше, ніж ентеральний. Це пов'язано із запобіганням надходження в організм чужорідних речовин, які здатні спричинити алергічні реакції, та інфікування пацієнта або медичного працівника при виконанні ін'єкції збудниками інфекційних захворювань, які передаються через кров — тобто реалізація гемоконтактного механізму передачі. Парентеральне введення частіше застосовують за необхідності швидкої допомоги, коли необхідно отримати швидкий ефект від введення ліків; за необхідності введення препарату у великому об'ємі або за необхідності тривалого введення лікарських засобів, особливо коли препарат може зумовити пошкодження тканин у місці введення. Парентерально застосовують лікарські засоби, які руйнуються під впливом ферментів травної системи, які не всмоктуються у шлунково-кишковому тракті або подразнюють слизові оболонки травної системи. Для парентерального введення є необхідним наявність стерильного медичного обладнання — шприца або системи для внутрішньовенного краплинного введення, та стерильної форми лікарського препарату для відповідного виду парентерального введення. При парентеральному введенні лікарських засобів частіше відбувається швидше всмоктування ліків, ніж при ентеральному застосуванні (більшою мірою це стосується внутрішньовенного та внутрішньоартеріального введення), але при введенні підшкірно або внутрішньом'язово швидкість всмоктування препарату може бути нижчою, ніж при пероральному застосуванні, у випадку введення ліків у слабоваскуляризовану ділянку та при введенні олійних розчинів та суспензій. Всмотування лікарських засобів може також уповільнюватися у випадку, коли пацієнт знаходиться у стані шоку або колапсу, у зв'язку із порушенням гемодинаміки. Парентерально лікарські засоби можуть вводитись як в умовах лікарського закладу (стаціонарних та поліклінічних відділень), так і в домашніх умовах, запросивши медичного працівника додому. Деякі життєво необхідні лікарські препарати (наприклад інсулін), які потребують тривалого застосування, хворі можуть вводити самостійно в домашніх умовах.

## Техніка парентерального введення

### Внутрішньошкірне введення
Внутрішньошкірна ін'єкція
Внутрішньошкірне введення застосовують найчастіше з діагностичною метою (проба Манту), для проведення проб на чутливість хворого до лікарських препаратів (найчастіше — антибіотиків) та для місцевого знеболення. Внутрішньошкірне введення найчастіше здійснюють на передній поверхні передпліччя. Перед введенням препарату або діагностикуму місце ін'єкції обробляють антисептиком, та після фіксації шкіри проводять прокол шкіри та введення препарату. Після закінчення введення препарату та витягування голки місце ін'єкції повторно обробляють антисептиком.

### Підшкірне введення
Підшкірне введення лікарських препаратів застосовують найчастіше для введення лікарських препаратів у формі олійних розчинів або суспензій. При підшкірному введенні у шкірі утворюється депо препарату, з якого лікарський засіб поступово вивільнюється у кров. Зазвичай після підшкірного введення лікарський засіб поступає у кров швидше, ніж при пероральному застосуванні, але при введенні препарату в ділянку із слабкою васкуляризацією всмоктування препарату може бути знижене. При підшкірному введенні зазвичай не вводять більше 10 мл лікарського засобу. Підшкірно не вводять препарати, які мають виражену подразнюючу дію, та препарати, які можуть спричинити некроз тканин у місці ін'єкції. Для самостійних підшкірних ін'єкцій найбільш зручним місцем є передньбокова ділянка живота. Для підшкірного введення застосовують стерильні шприци та голки. Перед введенням препарату місце ін'єкції обробляють антисептичним розчином (найчастіше — етиловим спиртом). Після обробки шкіру у місці введення беруть в складку і проводять прокол шкіри. Після закінчення введення препарату та витягування голки місце ін'єкції повторно обробляють антисептиком.

### Внутрішньом'язове введення
При внутрішньом'язовому введенні препарату дія препарату настає зазвичай швидше, ніж при пероральному або підшкірному застосуванні препарату, але повільніше, ніж при внутрішньовенному введенні (найчастіше за 10—30 хвилин від початку введення). Але при введенні олійних розчинів, при введенні у ділянку зі слабкою васкуляризацією, або при введенні пацієнтам, що є непритомними,  швидкість всмоктування діючої речовини може знижуватися. При внутрішньом'язовому введенні зазвичай не вводять більше 10 мл лікарського засобу. Як правило, внутрішньом'язово лікарські препарати вводять в зовнішній верхній квадрант сідниці, можуть також здійснюватися ін'єкції в передньобокову поверхню стегна або передпліччя. Для внутрішньом'язового введення застосовують стерильні шприци та голки. Перед введенням препарату місце ін'єкції обробляють антисептичним розчином (найчастіше — етиловим спиртом). Після обробки шкіри проводять прокол шкіри та введення препарату. Після закінчення введення препарату та витягування голки місце ін'єкції повторно обробляють антисептиком.

### Внутрішньовенне введення

#### Внутрішньовенна ін'єкція
Внутрішньовенне введення забезпечує швидкий ефект лікарського препарату (від моменту введення до кількох хвилин після застосування) та може проводитись як струменево (якщо об'єм введеного розчину не перевищує 100 мл) або внутрішньовенної краплинної інфузії. Лікарські препарати вводять найчастіше у вени ліктьових згинів або китиць. Внутрішньовенне введення можуть також застосовувати для парентерального харчування хворих, які не здатні вживати їжу через рот або ентеральне харчування таких хворих є недостатнім. Для внутрішньовенного введення застосовують стерильні шприци та голки. Перед введенням препарату місце ін'єкції обробляють антисептичним засобом (найчастіше — етиловим спиртом). Для зменшення травмування вени перед введенням препарату на верхню кінцівку накладають венозний джгут вище місця ін'єкції. Після закінчення введення препарату та витягування голки місце ін'єкції повторно обробляють антисептиком.

### Внутрішньоартеріальне введення
Внутрішньоартеріальне введення лікарських препаратів застосовують зазвичай у випадку, коли лікарський засіб швидко розпадається в організмі людини, та тоді, коли необхідно створити високі концентрації тільки в органі-мішені. Внутрішньоартеріальне введення застосовують також при лікуванні захворювань окремих органів (серця, печінки, артерій кінцівок). Внутрішньоартеріально також вводять рентгенодіагностичні препарати для уточнення локалізації патологічного процесу (пухлини, тромби, аневризми, звуження судини). Зазвичай внутрішньоартеріальне введення здійснюють у парні периферичні артерії (променеву або великогомілкову) для профілактики імовірного тромбоутворення, але за необхідності  проводять також і в магістральні артерії (плечову або стегнову). При внутрішньоартеріальному введенні артерію спочатку виділяють із навколишніх тканин, піднімають пінцетом та підводять під неї вказівний палець руки, після чого артерію пунктують, фіксуючи голку у просвіті судини, та вводять лікарський препарат.

### Введення препаратів в ЦНС
Проблемою при лікуванні багатьох захворювань головного мозку є труднощі перетину гематоенцефалічного бар'єру — ендотеліальних клітин, що вистилають кровоносні судини головного мозку і перешкоджають надходженню певних речовин з крові. Тільки речовини з низькою молекулярною масою або ж жиророзчинні молекули можуть проходити через цей бар'єр. Цим критеріям, наприклад, відповідають — алкоголь, кофеїн, нікотин, антидепресанти, але більшість лікарських засобів не може пройти через гематоенцефалічний бар'єр. Відповідно, бар'єр, служачи засобом захисту від різних токсинів, служить і головною перешкодою для введення терапевтичних засобів при лікування різних нервових розладів.
Даний спосіб введення іноді назвивають інтратекальний, тому що йдеться про доставку речовини в підоболочковий простір (від лат. Teka — оболонка), тобто після проколу твердої мозкової оболони. У нейрохірургічної практиці анестетик і кортикостероїдні препарати можуть вводитися в епідуральний простір, тобто між твердою оболоною спинного мозку і жовтою зв'язкою.
Основними перевагами інтратекального введення є можливість створення максимальних концентрацій лікарського речовини в мозковій тканині та цереброспинальної рідини, а також введення препаратів, що не проникають через гематоенцефалічний бар'єр. У ряді випадків введення лікарського засобу в кінцеву точку дозволяє зменшити його дозу і знизити його системну токсичну дію.
До недоліків методу можна віднести дещо складну методику введення фармакологічних засобів, ризик перепадів інтракраніального тиску і неможливість введення емульсій та суспензій. При дотриманні техніки виконання люмбальної пункції, ймовірність пошкодження мозкової тканини мінімальна.

### Внутрішньокісткове введення
Внутрішньокістковий доступ було відкрито у 1922 р, коли лікар C.Drinker з Гарвардського університету, досліджував циркуляцію крові в грудині.
Він виявив, що розчин, введений в кістковий мозок грудини, швидко всмоктується в центральне судинне русло. Далі був розроблений метод внутрішньо кісткових ін'єкцій, практично перевірений під час Другої світової війни.
Станом на 2021 рік цей шлях введення є актуальною альтернативою внутрішньовенному веденню при неможливості здійснення останнього — невідкладні стани у мирний час та період війни.

## Форми лікарських засобів для парентерального застосування
Для парентерального застосування лікарські засоби випускають у різноманітних формах. Найчастіше для парентерального застосування лікарські препарати випускають у вигляді ампул у вигляді водних або олійних розчинів, суспензій та порошку або ліофілізату для ін'єкцій та концентрату для інфузій. Препарати для внутрішньовенного застосування випускають також у флаконах для ін'єкцій у вигляді розчинів, концентрату та емульсій. Для парентерального застосування випускають також таблетки для використання у вигляді імплантатів під шкіру (найчастіше — для лікування алкоголізму).

## Переваги та недоліки парентерального застосування лікарських засобів
Перевагами парентерального застосування лікарських засобів є те, що діючі речовини при введенні в організм не змінюються у місці контакту з тканинами, тому парентерально можна застосовувати лікарські засоби, які руйнують ферменти травної системи. При парентеральному введенні (особливо внутрішньовенному та внутрішньоартеріальному введенні) забезпечується швидке досягнення лікувального ефекту та більш точне дозування препарату. Тому парентеральний спосіб введення частіше застосовують при наданні невідкладної медичної допомоги, особливо у випадках, коли хворий знаходиться без свідомості та не може ковтати. Окрім цього, при внутрішньовенному введенні можна регулювати швидкість введення препарату, застосовуючи внутрішньовенне крапельне введення препарату. На швидкість всмоктування препарату не впливає прийом їжі та значно менше впливають особливості біохімічних реакцій організму конкретної людини, прийом інших препаратів та стан ферментативної активності організму.
Недоліками парентерального застосування є те, що у більшості випадків хворий не може самостійно вводити лікарські препарати сам, для чого він повинен використовувати допомогу медпрацівників. При парентеральному введенні існує ризик інфікування пацієнта або медичного працівника збудниками інфекційних захворювань, які передаються через кров. При парентеральному застосуванні збільшується ймовірність побічної дії ліків у зв'язку із більшою швидкістю надходження в організм та відсутністю на шляху надходження препарату біологічних фільтрів організму — слизової оболонки шлунково-кишкового тракту та гепатоцитів. Для правильного вибору шляху введення лікарського препарату слід враховувати мету призначення лікарського засобу, стан фізіологічних функцій організму, характер основного та супутніх захворювань пацієнта, прихильність пацієнта до обраного способу лікування.